# Kamunda Tshinabu
Kamunda Tshinabu (1946. május 8. –) Kongói Demokratikus Köztársaságbeli válogatott labdarúgó.

## Pályafutása

### A válogatottban
A zairei válogatottban szerepelt. Részt vett az 1972-es és az 1974-es afrikai nemzetek kupáján, illetve az 1974-es világbajnokságon.

## Sikerei, díjai
Zaire
- Afrikai nemzetek kupája győztes (1): 1974